# Saturnus
Saturnus — данський гурт, що грає мелодійний дез-дум-метал з елементами готик-металу.

## Історія
Гурт був створений у 1991 році вокалістом Thomas Akim Grønbæk Jensen і басистом Brian Pomy Hansen як дез-метал-гурт Asesino. 
Гурт змінив назву на Saturnus у 1993 році, перейшовши до нинішнього звучання мелодійного дез-дум-металу із елементами готик-металу. 
Протягом 90-х років гурт записав і випустив кілька демо-записів, EP і два альбоми: Paradise Belongs to You і Martyre. Випустили свій третій повноформатний альбом Veronika Decides to Die у травні 2006 року. Назва альбому була навіяна однойменним романом Пауло Коельо. Гурт гастролював із моменту виходу альбому 2006 року до 2008 року гуртам Agalloch, Novembers Doom, Mar de Grises і Thurisaz.

9 квітня 2012 року Saturnus опублікував на своїй сторінці у Facebook, що починають запис нового альбому Saturn in Ascension із Флемінгом Расмуссеном. 
10 жовтня 2012 року Saturnus оголосив на своїй сторінці в Myspace, що датою випуску Saturn in Ascension буде 30 листопада 2012 року.
У березні 2023 року було офіційно оголошено, що їхній п’ятий студійний альбом під назвою The Storm Within вийде 16 червня 2023 року, що стане найдовшою перервою між студійними альбомами, оскільки це буде їх перший новий реліз за понад десять років.

## Склад гурту

### Поточний склад
- Thomas Akim Grønbæk Jensen – вокал (1991–сьогодні)
- Henrik Glass – барабани (2001–2003, 2010–сьогодні)
- Brian Pomy Hansen – бас-гітара (1991–1999, 2007–сьогодні)
- Indee Rehal-Sagoo – соло-гітара (2020–сьогодні)
- Julio Fernandez – ритм-гітара (2020–сьогодні)
- Mika Filborne – клавішні (2013–2015, 2021–сьогодні)

### Колишні учасники
Гітари:
- Kim Sindahl (1993)
- Christian Brenner (1992)
- Mikkel Andersen (1993–1995)
- Jens Lee (1994–1995)
- Kim Larsen (1994–1999)
- Morten Skrubbeltrang (1997–1998)
- Peter Erecius Poulsen (1998–2009)
- Tais Pedersen (2000–2009)
- Mattias Svensson (2010–2012)
- Michael Denner (2006) (сесійний музикант)
- Gert Lund – guitar (2013–2016)
- Rune Stiassny – guitars (2009–2019)

Барабани:
- Pouli Choir (1993)
- Jesper Saltoft (1993–1999)
- Morten Plenge (2000–2001)
- Nikolaj Borg (2004–2009)

Бас-гітара:
- Peter Heede (2000–2001)
- Lennart E. Jacobsen (2001–2007)

Клавішні:
- Anders Ro Nielsen (1993–2009)

## Дискографія

### Альбоми
- Paradise Belongs to You (1997)
- Martyre (2000)
- Veronika Decides to Die (альбом)|Veronika Decides to Die (2006)
- Saturn in Ascension (2012)
- The Storm Within (2023)

### Демо і EP
- Demo 1994 (1994)
- Paradise Belongs to You (advance tape) (1996)
- For the Loveless Lonely Nights (1998)
- Rehearsal studio tracks 1999 (1999)
- Rehearsal studio tracks 2004 (2004)